# 劉安龍
劉安龍（1980年3月11日—），辽宁大连人，中华人民共和国男子射击运动员。

## 生涯
劉安龍在1997年年尾時於大連市射擊運動學校長開射擊運動生涯，當時他的教練是譚軍。第二年，他就入選遼寧射擊隊，其教練為女子飛碟運動員高娥。直到2006年中游，劉晉升至國家隊，教練孫盛偉。
在省隊時，他曾在全國錦標賽的男子個人多向飛碟小項中取得銅牌。翌年的十運會，他於男子多向飛碟小項的決賽中最終排名第5位。2006年，他在全國個人錦標賽中首度贏得男子個人多向飛碟小項的冠軍。同年12月，他於多哈亚运会的男子團體飛碟多向小項中與胡斌淵及王楠的組合以424中的新亞洲紀錄成績奪得金牌。同日的個人小項中，他得到第6位。
2018年雅加达亚运会的射击赛场进行男子飞碟双多向个人赛上，刘安龙最终获得第4名。